# Pop imitador
El pop imitador (Thaumoctopus mimicus) és una espècie de mol·lusc cefalòpode de l'ordre Octopoda. Es tracta d'un polp que té l'estranya habilitat d'imitar a altres criatures del mar. El pop imitador mesura fins a 60 cm de longitud, és de color marró i blanc amb ratlles o taques sobre el seu cos. Viu en els mars tropicals del sud-est asiàtic, i no va anar oficialment descobert fins a 1998, enfront de la costa de Cèlebes.

## Comportament
Aquest polp és capaç d'imitar l'aparença física i els moviments de més de quinze espècies diferents, entre les quals cal destacar la serp marina, el peix lleó, el peix pla, l'estrella de mar, el cranc gegant, la cloïssa marina, la palaia, la rajada, la medusa, l'anemone i la gambeta mantis. Aquestes imitacions les aconsegueix flexionant el seu cos i extremitats, i variant de color.